# Iurkas Sitaridis
Geórgios «Iurkas» Sitaridis (en grec: Γιούρκας Σειταρίδης, nascut el 4 de juny de 1981 a El Pireu) és un exfutbolista grec.

## Carrera
Sitaridis va començar la seua carrera internacional al PAS Giannina grec el 1998, fins que el 2001 va signar pel Panathinaikos FC. Als 20 anys va guanyar el seu primer campionat a la temporada 2003-04. El 2004 va signar pel campió de Portugal FC Porto, on va guanyar la Copa Intercontinental. Hi va haver molts rumors sobre un possible fitxatge pel Reial Madrid després de l'èxit de l'Euro 2004, però el tracte no va arribar, i el 23 de maig de 2005 va ser venut al Dynamo de Moscou rus per uns 10 milions d'euros.
Sitaridis va decidir deixar el Dynamo després d'una temporada, i el 16 de juny del 2006 va ser traspassat al Atlètic de Madrid per 12 milions d'euros. Sitaridis va marcar el seu primer gol amb l'Atletico en un partir contra el Gloria Bistriţa.
L'11 de novembre de 2007 Sitaridis es va lesionar el tendó d'Aquil·les a un partit contra l'Almeria. Es va haver d'operar i s'esperava que tornara a mitjan març del 2008. Va tornar a ser convocat en la victòria per 1-2 contra el Sevilla i, encara que no va jugar, va dir que va ser bo tornar a l'equip després de tant de temps. Sitaridis ha estat relacionat amb la Juventus FC, Aston Villa i Manchester City FC.
A finals de la temporada 2008/2009 rescindí el seu contracte amb l'Atlètic de Madrid per fitxar pel Panathinaikos FC.

## Carrera internacional
Sitaridis va fer el seu debut internacional el 13 de febrer de 2002 contra Suècia, i va participar, eixe mateix any, al Campionat d'Europa sub-21 del 2002 a Suïssa. També va participar en la Eurocopa 2004 a Portugal, i va formar part de l'equip ideal de la UEFA, junt amb altres quatre jugadors grecs.
Va marcar el seu primer gol internacional contra Hongria en un partir de la classificació per a l'Eurocopa 2008.

## Estadístiques
Actualitzat per última vegada durant la temporada 2009/10
| Temporada | Club             | Competició          | Partits | Gols |
| --------- | ---------------- | ------------------- | ------- | ---- |
| 1998/99   | PAS Giannina     | Beta Ethniki        | 6       | 0    |
| 1999/00   | PAS Giannina     | Beta Ethniki        | 24      | 3    |
| 2000/01   | PAS Giannina     | Super Lliga grega   | 10      | 2    |
| 2000/01   | Panathinaikos FC | Super Lliga grega   | 12      | 0    |
| 2001/02   | Panathinaikos FC | Super Lliga grega   | 19      | 0    |
| 2002/03   | Panathinaikos FC | Super Lliga grega   | 25      | 0    |
| 2003/04   | Panathinaikos FC | Super Lliga grega   | 21      | 0    |
| 2004/05   | FC Porto         | Lliga portuguesa    | 23      | 0    |
| 2005/06   | Dynamo Moscou    | Lliga Premier russa | 8       | 0    |
| 2006/07   | Atletico Madrid  | Lliga espanyola     | 31      | 0    |
| 2007/08   | Atletico Madrid  | Lliga espanyola     | 14      | 0    |
| 2008/09   | Atletico Madrid  | Lliga espanyola     | 15      | 0    |
| 2009/10   | Panathinaikos FC | Super Lliga grega   | 8       | 0    |
| Total     | Total            | Total               | 206     | 5    |

## Premis
- Súper Lliga grega - guanyador el 2003-04 amb el Panathinaikos
- Copa grega - guanyador el 2003-04 amb el Panathinaikos
- Euro 2004 - guanyador amb Grècia
- Euro 2004 membre de l'equip ideal del torneig
- Copa Intercontinental - guanyador el 2004 amb el FC Porto